# جوهان سميث
جوهان سميث (بالإنجليزية: Johann Smith)‏، من مواليد 25 ابريل 1987 في هارتفورد في الولايات المتحدة الأمريكية، لاعب كرة قدم أمريكي.
بدأ مسيرته الكروية مع نادي بولتون واندررز الإنجليزي في عام 2006، وهو يلعب معهم حتى الآن، وفي عام 2007 أعير إلى نادي كارليزلي يونايتد، ولعب معهم 14 مباراة وسجل هدف واحد.

## روابط خارجية
- جوهان سميث على موقع اتحاد السويد (السويدية)
- جوهان سميث على موقع الدوري الأمريكي (الإنجليزية)
- جوهان سميث على موقع قاعدة بيانات كرة القدم.إي يو (الإنجليزية)
- جوهان سميث على موقع Soccerbase.com (لاعب) (الإنجليزية)
- جوهان سميث على موقع Soccerway.com (الإنجليزية)
- جوهان سميث على موقع عالم كرة القدم.نت (الإنجليزية)
- جوهان سميث على موقع كووورة